# Desarrollo y Libertad para Todos
Desarrollo y Libertad para Todos (Dalfa Umurinzi) es un partido de Ruanda presentado en noviembre de 2019 liderado por la opositora Victoire Ingabire. DALFA-Umurinzi, mezcla el acrónimo en inglés con el concepto en kiñaruanda que hace alusión al «guardián del patrimonio común». El partido no ha sido aceptado en el registro oficial. Varios miembros del partido están detenidos.

## Historia
Victoire Ingabire tras presidir durante trece años el partido Fuerzas Democráticas Unificadas FDU INKINGI y pasar ocho años en la cárcel de la que sale en 2018 por un indulto general del presidente de Ruanda Kagamé, anunció la decisión de dejar el partido ante la imposibilidad de poder coordinar las actividades del partido en el exterior y en el interior de Ruanda y  anunció el 9 de noviembre de 2019 la creación del nuevo partido En el comunicado se informó de que el partido está dirigido por un comité Director provisional

## Detenciones
En octubre y diciembre de 2021, ocho políticos miembros de Desarrollo y Libertad para Todos (DALFA-Umurinzi, en inglés y kiñaruanda), y el reportero Théoneste Nsengimana, fueron arrestados. Un noveno miembro de DALFA-Umurinzi fue enjuiciado in absentia. Después de tres años a la espera de juicio con los opositores en prisión preventiva, el juicio se inició en diciembre de 2024.
La Fiscalía de Ruanda acusó a Victoire Ingabire,  de estar detrás de un presunto intento de derrocar al Gobierno. La fiscalía denunció en la primera audiencia del juicio que «Victoire Ingabire, a través de uno de los acusados, Sylvain Sibonama, planeó derrocar al Gobierno del presidente (Paul) Kagamé en una revuelta popular similar a la Primavera Árabe» El periodista Théoneste Nsengimana está acusado de publicar rumores.
Amnistía Internacional reclamó la libertad de los ocho miembros de este partido político y del periodista Théoneste Nsengimana. El comunicado denuncia que:  A los miembros de la oposición se les acusa de planear y asistir a una sesión de formación sobre acción no violenta, basada en Blueprint for Revolution: How to Use Rice Pudding, Lego Men, and Other Nonviolent Techniques to Galvanize Communities, Overthrow Dictators, or Simply Change the World, un libro de Srđa Popović, líder del movimiento estudiantil que ayudó a derrocar al expresidente serbio Slobodan Milošević.